# Stojan Titelbah
Stojan Titelbah (v srbské cyrilici Стојан Тителбах; 1877, Bělehrad, Srbsko – 1916, Korfu, Řecko) byl srbský architekt českého původu, který působil v srbské metropoli Bělehradě.
Stojan byl synem českého inženýra Vladislava Tittelbacha, který do Srbska odešel v roce 1875. Základní a střední školu studoval v Bělehradě. Architekturu vystudoval na Technické fakultě bělehradské univerzity, kde složil zkoušky v roce 1901. Od roku 1905 pracoval jako architekt na Ministerstvu výstavby, kde působil až téměř do sklonku svého života. Spolu s Nikolajem Krasnovem a Aleksandrem Bugarským patří k několika málo architektům, kteří na přelomu 19. a 20. století postatně ovlivnili tvář Bělehradu.
Během první světové války cestoval po Francii, zemřel na ostrově Korfu.
Mezi jeho práce patří např. Nový palác, původně určený pro královskou rodinu Karađorđevićů, dnes sídlo prezidenta Srbska. Navrhl také několik menších domů v srbské metropoli. Mezi ně patřil např. dům Mihaila Popoviće, který se nachází v místní části Vračar.